# Обърн Отъмъбил
„О̀бърн О̀тъмъбил“ (на английски: Auburn Automobile), неправилно изписван като Аубърн, е бивш американски производител на автомобили от едноименния град Обърн в щата Индиана, съществувал в периода 1900 - 1937 г.

## История
Произлиза от Екарт Керидж Къмпани, основана от Чарлз Екарт в Обърн през 1875 г. Синовете на Екарт - Франк и Морис, започват експериментално да произвеждат автомобили. По-късно се захващат сериозно с този бизнес и, след като купуват 2 местни автомобилини производителя, се местят в по-голяма работилница през 1909 г. Имат умерен успех преди дефицитът на суровони през Първата световна война да доведе до затварянето на работилницата.
През 1919 г. братята Екарт продават компанията на инвеститори от Чикаго, начело с Ралф Остин Бард, който по-късно става помощник-министър при мандата на Франклин Делано Рузвелт и заместник-министър на военноморските сили при мандатите на Рузвелт и Хари С. Труман. Новите собственици съживяват бизнеса, но не успяват да стигнат очакваните печалби. През 1924 г. те предлагат на Ерет Лобан Корд, който е сред водещите транспортни магнати през 1920-те години, да застане начело но компанията. Корд от своя страна прави контрапредложение – изцяло да изкупи Обърн. Ръководството от Чикаго се съгласява.
През 1929 г. Корд основава Корд Корпорейшън Холдинг, в чиито състав влизат Обърн, новозакупената Дюзенберг, новосъзадената Корд и др. Моделите на холдинга се радват на изключителна популярност благодарение на инженерните хрумвания и прекрасен дизайн, резултат от работата на дизайнери като Алан Лийми и Гордън Бюриг. Сред най-известните модели са Обърн Боуттейл Спийдстър от 1928 г., Обърн Спийдстър от 1935 - 1937 г., Дюзенберг Модел J, Корд 810 и 812.
Цените на автомобилите обаче са прекалено високи за годините на Великата депресия. Корд е принуден да предаде контрола над автомобилните си компании заради машинации с акции. През 1937 г. приключва производството на автомобили от марките Обърн, Корд и Дюзенберг.

## Галерия
- Най-старият запазен Обърн (1904)
- Обърн S Роудстър (1910)
- Обърн 8-90 Боуттейл Спийдстър (1929)
- Корд L 29 (1929)
- Обърн 8-100 Спийдстър (1932)
- Обърн 8-100А Седан (1932)
- Обърн 652Y Фаетон (1934)
- Обърн 851 на Марлене Дитрих (1935)
- Обърн 851 Боуттейл Спийдстър (1935)
- Корд 810 Фаетон (1936)
- Обърн 852 S/C Фаетон (1936)
- Обърн 851 Спийдстър